# Czesław Skotarczak
Czesław Skotarczak (ur. 26 maja 1932 w Śremie, zm. 31 stycznia 1997 tamże) – malarz, strażak ochotnik, naczelnik OSP Śrem w latach 1964–1981, przewodniczący Wojewódzkiego Sądu Honorowego oddziału Wojewódzkiego ZOSP w Poznaniu w latach 1995–1997, działacz społeczny, zasłużony dla Śremu. 

## Życiorys

### Młodość
Urodził się 26 maja 1932 w Śremie, rodzinnym mieście, zamieszkiwanym przez jego rodzinę od XVII w. Jego ojciec, Stanisław, był kinooperatorem oraz członkiem OSP w Śremie. Matka Anna Szymańska prowadziła dom przy mężu. Od 1938 do 1939 uczył się w szkole powszechnej w Śremie. Po wojnie uczył się w Szkole Powszechnej nr 2 w Śremie. Następnie zdobył zawód malarza. W 1948 wstąpił do harcerskiej drużyny im. Gen. Władysława Sikorskiego w Śremie.

### Działalność w OSP w Śremie
Działalność jego ojca w ochotniczej straży pożarnej wywarła duży wpływ na życie Czesława. Jeszcze przed oficjalnym wstąpieniem w szeregi OSP, pomógł ojcu w gaszeniu Hotelu Bazar w Śremie w styczniu 1945 roku zamienionego na magazyny z żywnością. 4 maja 1950 wstąpił do OSP. Brał udział w szkoleniach dowódcy sekcji OSP 1 i 2 stopnia organizowany przez Zarząd w Poznaniu, oraz przeszedł kurs dla naczelników organizowany przez zarząd główny w Warszawie. Od 6 IV 1963 został wybrany przez Walne Zgromadzenia OSP zastępcą naczelnika, a od 4 IV 1964 został naczelnikiem.
W 1964 rozpoczęła się budowa nowej remizy dla OSP Śrem. Wówczas Czesław sam brał udział w jej budowie, czynnie się udzielając. Jako naczelnik starał się jak najlepiej wyposażyć nową strażnicę, sprowadzając nowe meble, oraz starając się o dofinansowania na sprzęt. 
W 1977 roku przekazał do zbiorów Muzeum Śremskiego sztandar jednostki z 1927 roku uratowany przed Niemcami przez jego ojca.
Do historii przeszła dowodzona przez niego akcja ratowniczo – gaśnicza 26 X 1979 przy ulicy poznańskiej 7, gdzie uratowano od niechybnej śmierci kobietę z czwórką małych dzieci. Wydarzenie to było szeroko opisywane w ówczesnej prasie, w magazynie ilustrowanym „TYDZIEŃ” nr 13 (340) z 30 III 1980, oraz w czasopiśmie ZOSP „STRAŻAK” nr 3 (551) z 1–15 lutego 1980.
Naczelnikiem przestał być w 1981, kiedy został członkiem honorowym. Został wówczas wybrany jako wiceprezes i to stanowisko piastował do śmierci. W 1988 roku komendant Zawodowej Straży Pożarnej w Śremie, przejął siłą remizę OSP. Czesław Skotarczak wraz ze Stefanem Przybylskim wynieśli w nocy, w ten sam dzień, dokumenty i sztandar z 1964 roku.
W latach dziewięćdziesiątych dzięki jego staraniom OSP w Śremie, nie została rozwiązana. Starał się nawet, aby przyłączyć OSP w Śremie do KSRG. W 1995 został wybrany jako członek, a następnie przewodniczący Wojewódzkiego Sądu Honorowego.
Zmarł na raka płuc 31 stycznia 1997 roku w Śremie. Został pochowany na cmentarzu komunalnym w Śremie. W pogrzebie uczestniczyły liczne poczty sztandarowe z jednostek OSP oraz PSP. 
Był żonaty z Józefą z d. Boniec, z którą miał szóstkę dzieci. 

## Upamiętnienie
Jest bardzo często wymieniany w ,,Gazecie Śremskiej” w znajdującej się w niej sześcioczęściowej ,,Historii OSP w Śremie”. Jego biogram znajdzie się w Słowniku Biograficznym Śremu cz. 2, który wyjdzie najwcześniej w marcu 2019 roku.  Również jego nazwisko pojawia się opracowaniu Stanisława Łady pt. Dwa Sztandary, oraz ,,Dziejach Ochotniczej Straży Pożarnej w Śremie w latach 1867-1999” Sławomira Drozda. 

## Odznaczenia
- Odznaka Strażak Wzorowy (1962)
- Brązowy Medal „Za Zasługi dla Pożarnictwa” (1966)
- Srebrna Odznaka Korporacyjna ZOSP (1967)
- Srebrny Medal „Za Zasługi dla Pożarnictwa” (1973)
- Odznaka Honorowa za Zasługi w Rozwoju Woj. Poznańskiego (1976)
- Odznaka Honorowa Miasta Śrem (1978)
- Złoty Medal „Za Zasługi dla Pożarnictwa” (1979)
- Złoty Krzyż Zasługi (1980)
- Krzyż Kawalerski Orderu Odrodzenia Polski (1984)
- Złoty Znak ZOSP RP (1995)